# Pynthanosis robustaria
Pynthanosis robustaria är en fjärilsart som beskrevs av Rothschild 1914. Pynthanosis robustaria ingår i släktet Pynthanosis och familjen mätare. Inga underarter finns listade.